# 山田幸子
山田 幸子（やまだ さちこ、1973年5月21日 - ）は、日本のチアリーダー。東京都出身。

## 経歴
高校までは器械体操をしていたが、桜美林大学に入学後チアリーディングを始める、大学卒業後は銀行に務めながらチアリーディングを続け、オンワードスカイラークスに所属。2002年に日本で初めて行われたNFLチアリーダー公式オーディションで日本国内審査を通過、オークランド・レイダースのチアリーダーチーム、レイダレッツに合格したがビザが取得できずに渡米することはできなかった。その後、Xリーグのチアリーダーチーム「VENUS」に所属し、チアの普及活動を行い2003年シアトル・シーホークスの専属チアリーダー「Sea Gals」に合格しようやく夢を叶えた。
帰国後、2005年からbjリーグ大阪エヴェッサのチアダンスチーム「bt」のプロデューサーを務める。